# Oxyagrion bruchi
Oxyagrion bruchi – gatunek ważki z rodziny łątkowatych (Coenagrionidae). Występuje na terenie Ameryki Południowej – w Boliwii i północno-zachodniej Argentynie. W 2024 roku Garrison i von Ellenrieder zsynonimizowali ten takson z Oxyagrion ablutum.